# Käerjeng
Käerjeng is een gemeente in het Luxemburgse kanton Capellen. De gemeente heeft een totale oppervlakte van 33,56 km² en telde 9486 inwoners op 1 januari 2009. De gemeente ontstond op 1 januari 2012 door de fusie van de gemeenten Bascharage en Clemency. De naam is Luxemburgs en is afgeleid van de Luxemburgse naam van de plaatsen Bascharage (Luxemburgs: Nidderkäerjeng) en Hautcharage (Luxemburgs: Uewerkäerjeng).

## Plaatsen in de gemeente
- Clemency (Kënzeg)
- Bascharage (Nidderkäerjeng)
- Fingig  (Féngeg)
- Hautcharage (Uewerkäerjeng)
- Linger (Lénger)